# 西向日駅

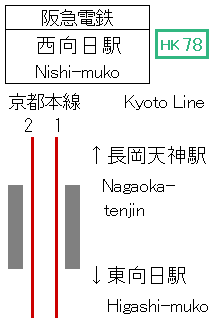
配線図

西向日駅（にしむこうえき）は、京都府向日市上植野町南開にある、阪急電鉄京都本線の駅。駅番号はHK-78。

## 歴史
- 1928年（昭和3年）11月1日：新京阪鉄道の高槻町駅（現在の高槻市駅） - 京都西院駅（現在の西院駅）間延伸と同時に西向日町駅（にしむこうまちえき）として開業[3][4]。 開業時は待避線が存在した。
- 1930年（昭和5年）9月15日：会社合併により京阪電気鉄道新京阪線の駅となる[3]。
- 1943年（昭和18年）10月1日：会社合併により京阪神急行電鉄（現在の阪急電鉄）の駅となる[3]。
- 1949年（昭和24年）12月1日：新京阪線が京都本線に改称され、当駅もその所属となる[3]。
- 1972年（昭和47年）10月1日：向日町の市制施行により、西向日駅に改称[3]。
- 2013年（平成25年）12月21日：駅番号導入[5][6]。

## 駅構造
相対式ホーム2面2線を有する地上駅。分岐器や絶対信号機を持たないため、停留所に分類される。京都河原町方面ホームの梅田寄り4両分には屋根が設置されていない。
駅舎（改札口）は両ホームの京都河原町寄りにあり、各ホーム間は地下道により連絡している。この地下道は駅の両側を結ぶ一般道としても機能しており、道の中央に仕切りを設けることで駅の構内外を分けている。
トイレは西改札内にある。

### のりば
| 号線 | 路線      | 方向 | 行先                                 |
| ---- | --------- | ---- | ------------------------------------ |
| 1    | ■京都本線 | 上り | 京都河原町・嵐山方面                 |
| 2    | ■京都本線 | 下り | 高槻市・淡路・大阪梅田・天下茶屋方面 |

※実際には構内にのりば番号表記はないが、スマートフォン向けアプリ「阪急沿線ナビ TOKKアプリ」の発車案内機能では、京都河原町方面が1号線、大阪梅田方面が2号線と表示されている。

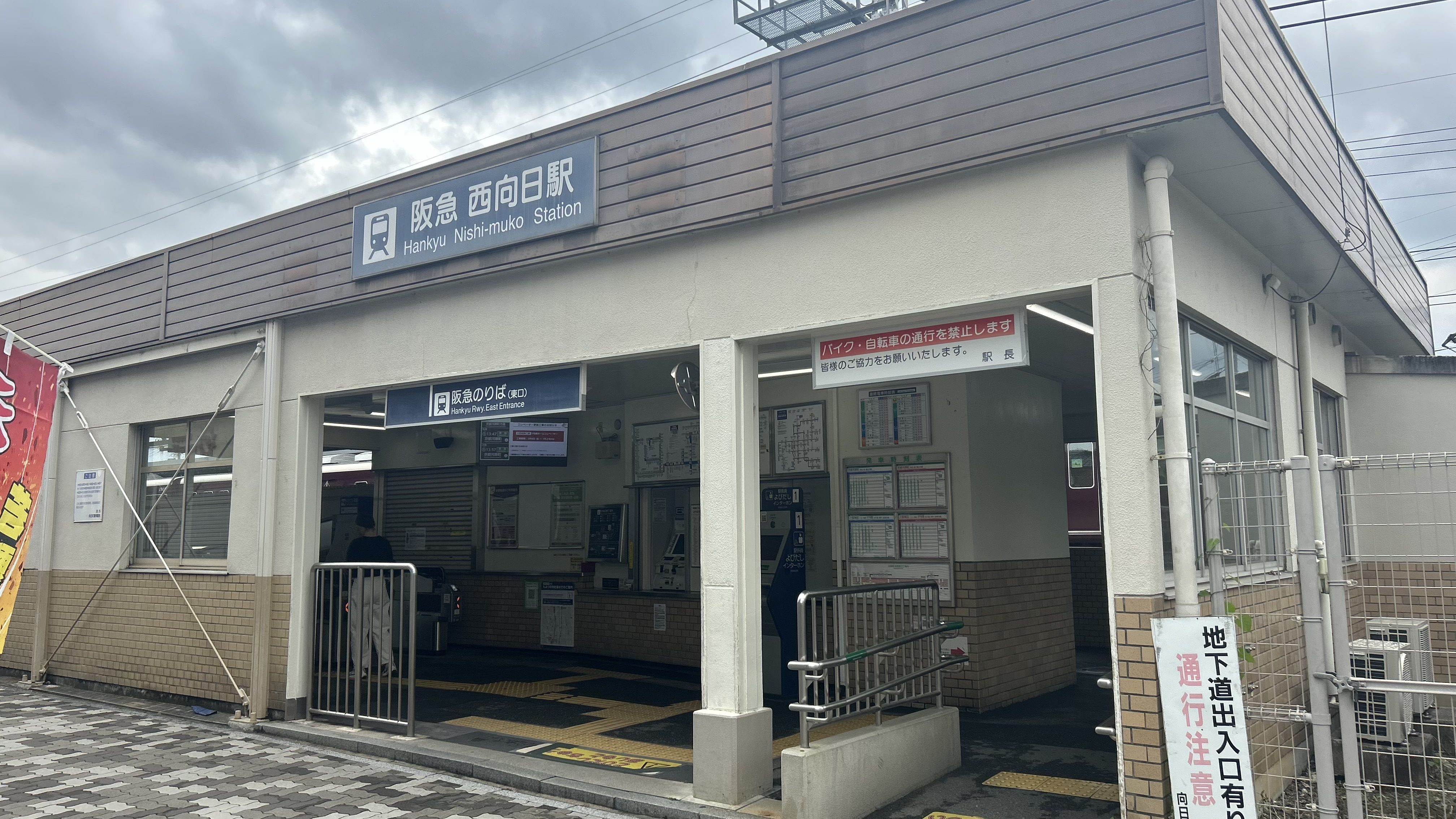
東口
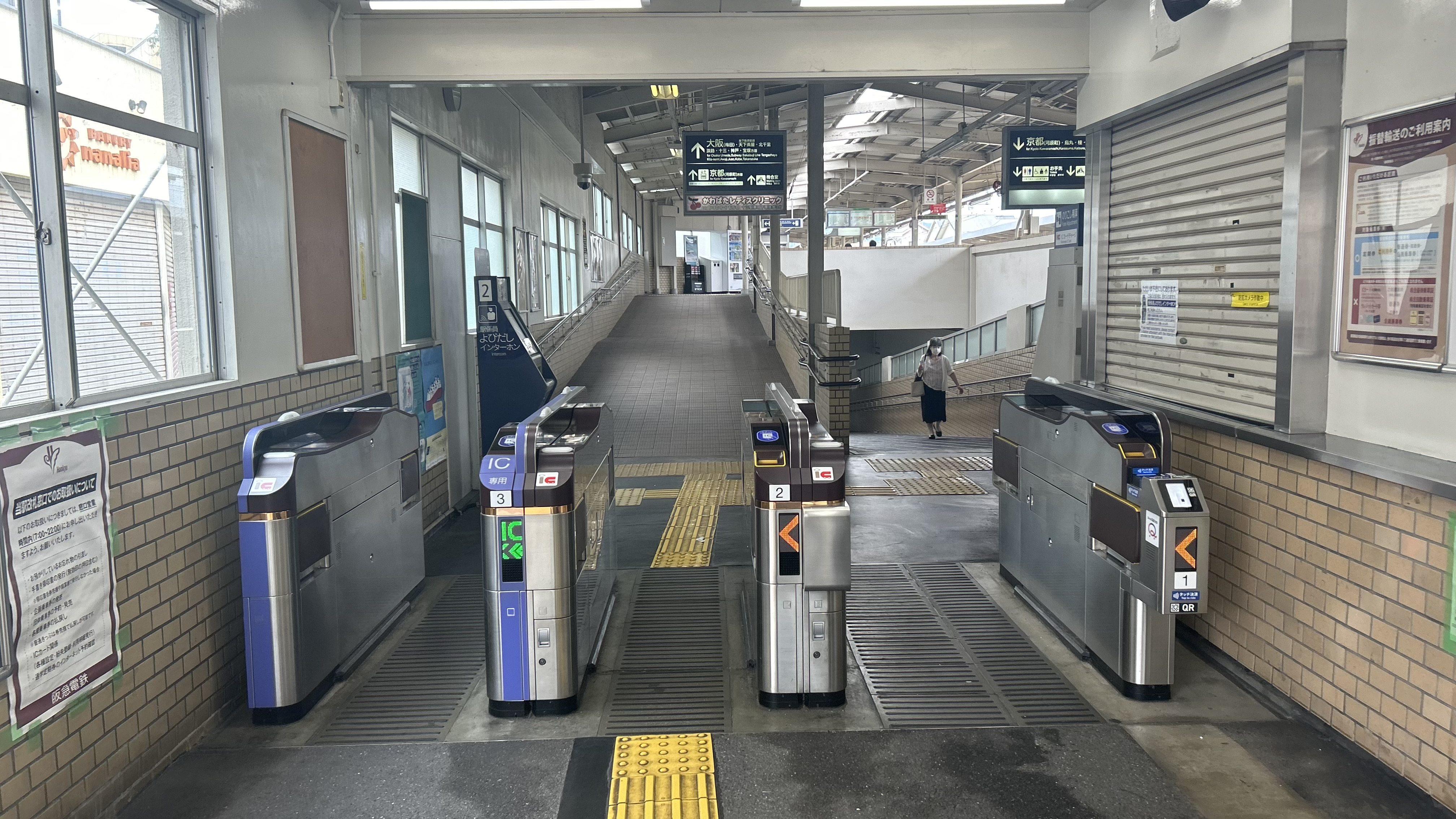
東改札口
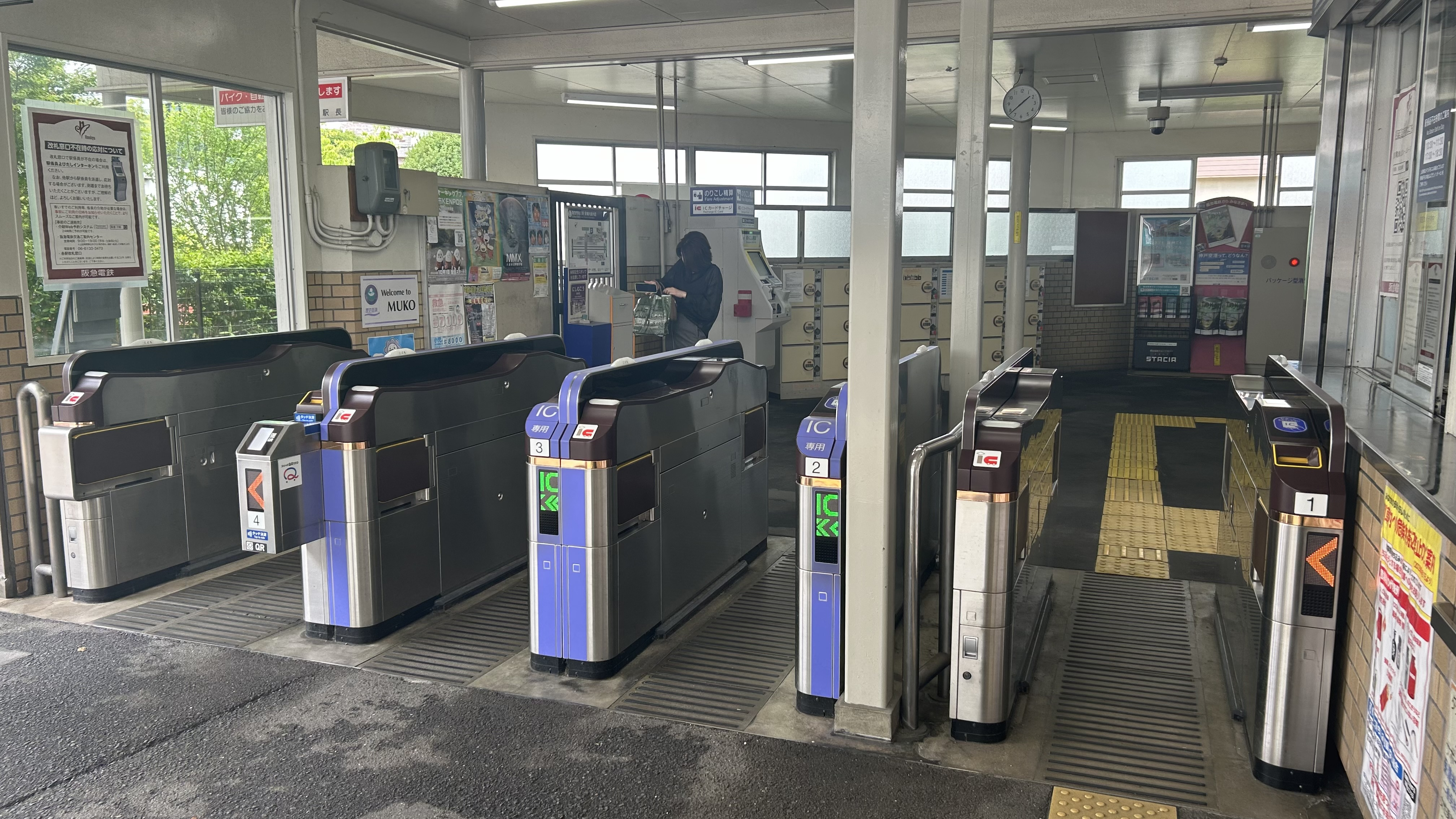
西改札口
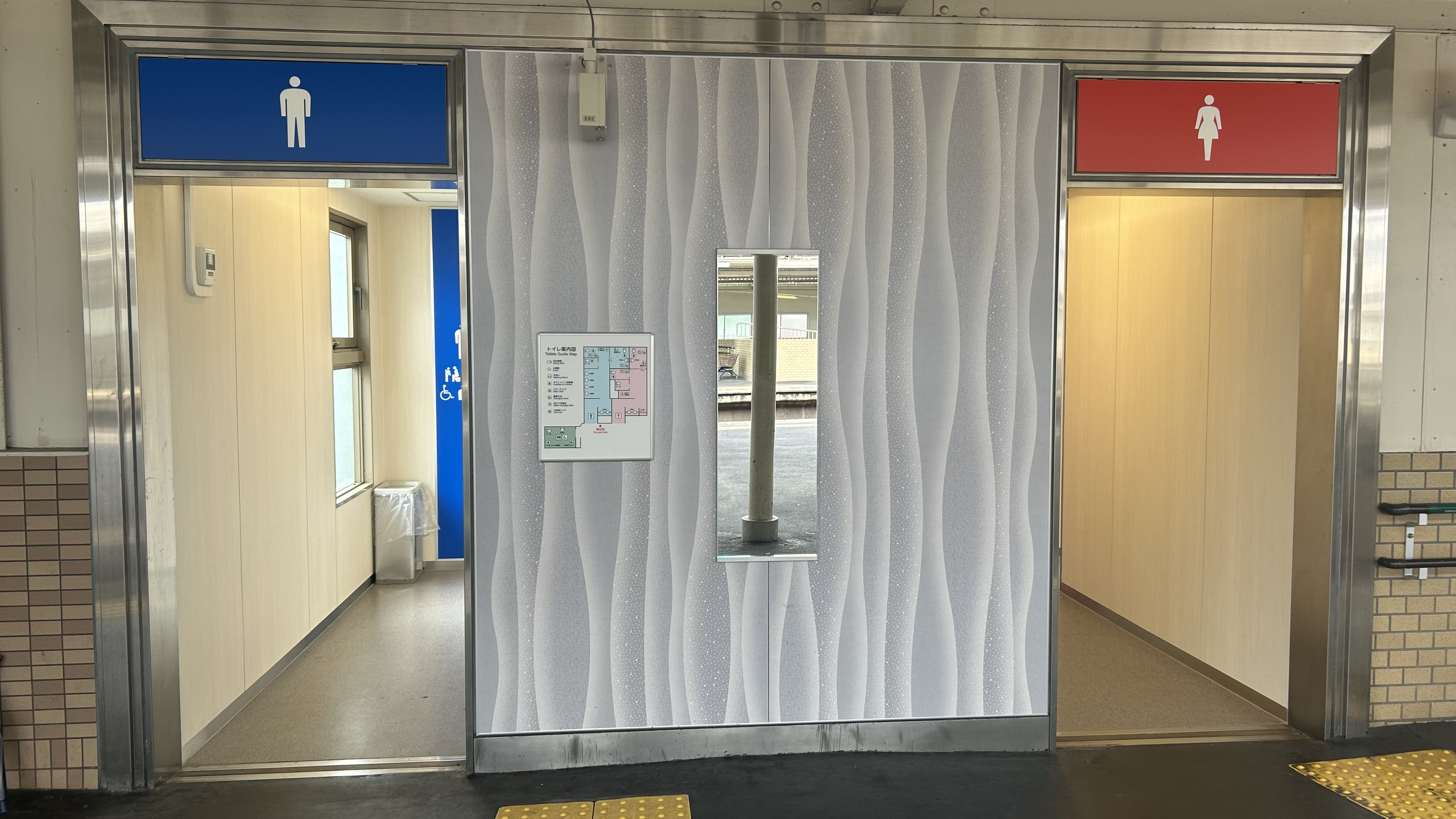
トイレ
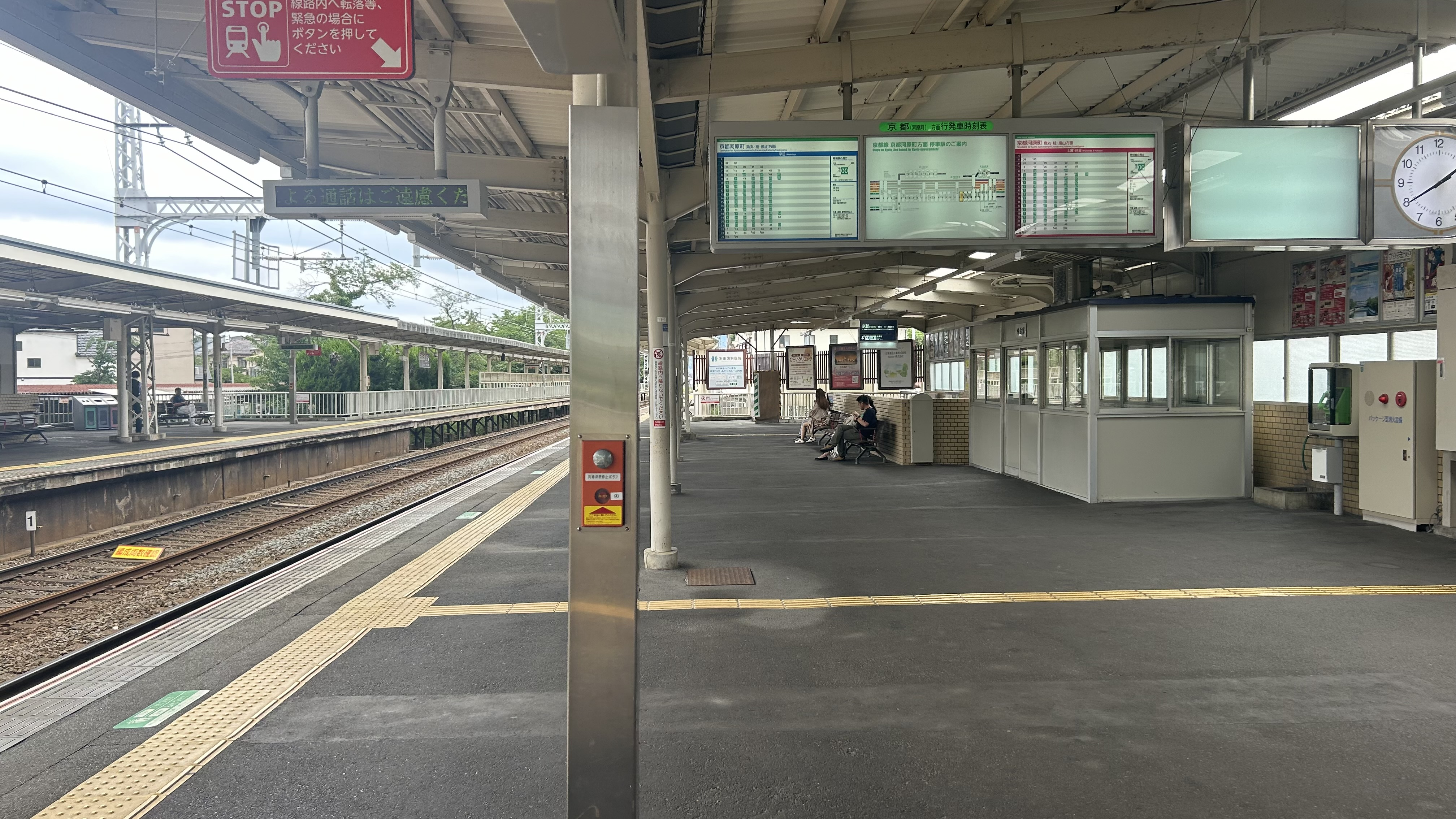
京都方面ホーム
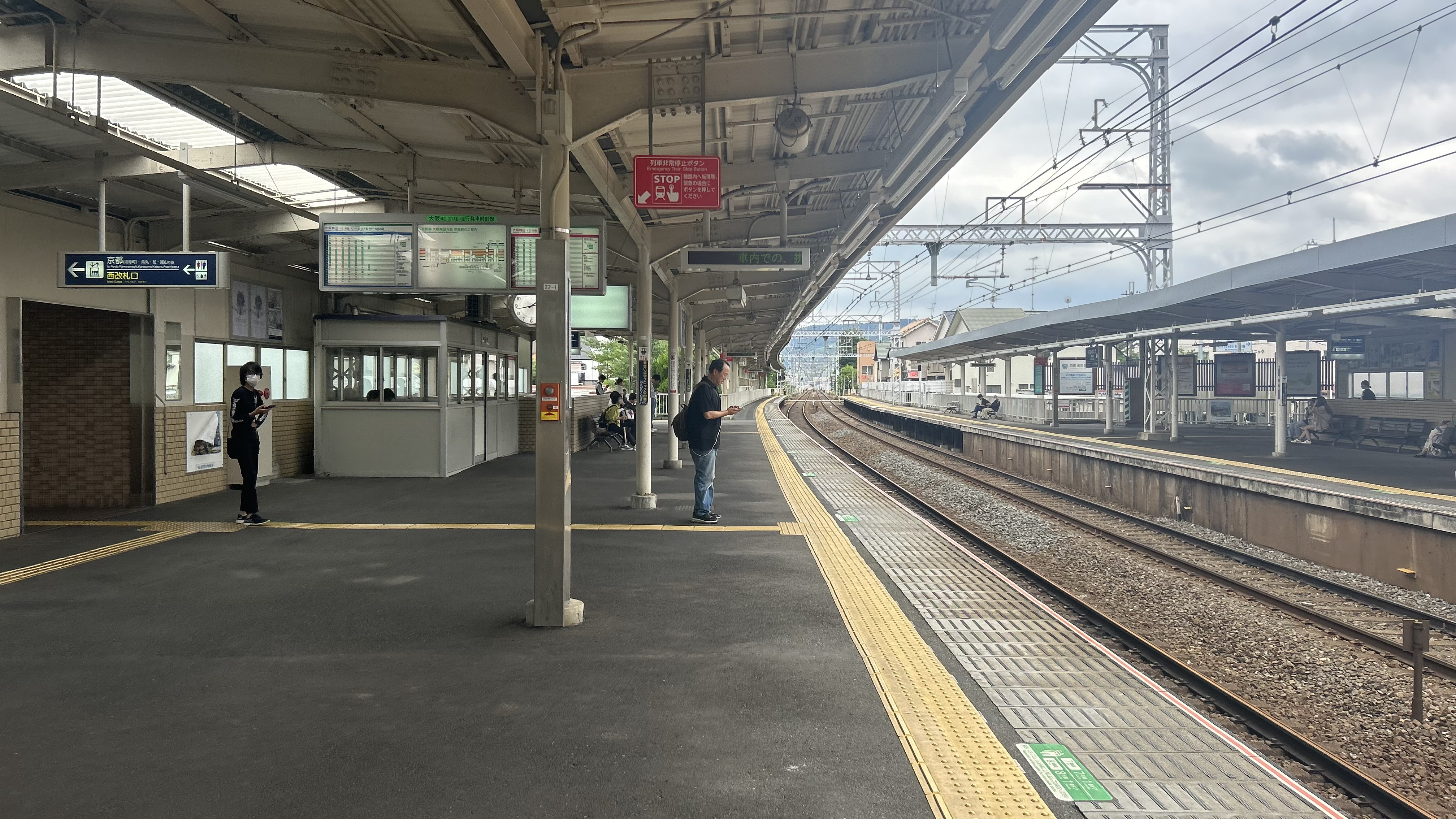
淡路方面ホーム
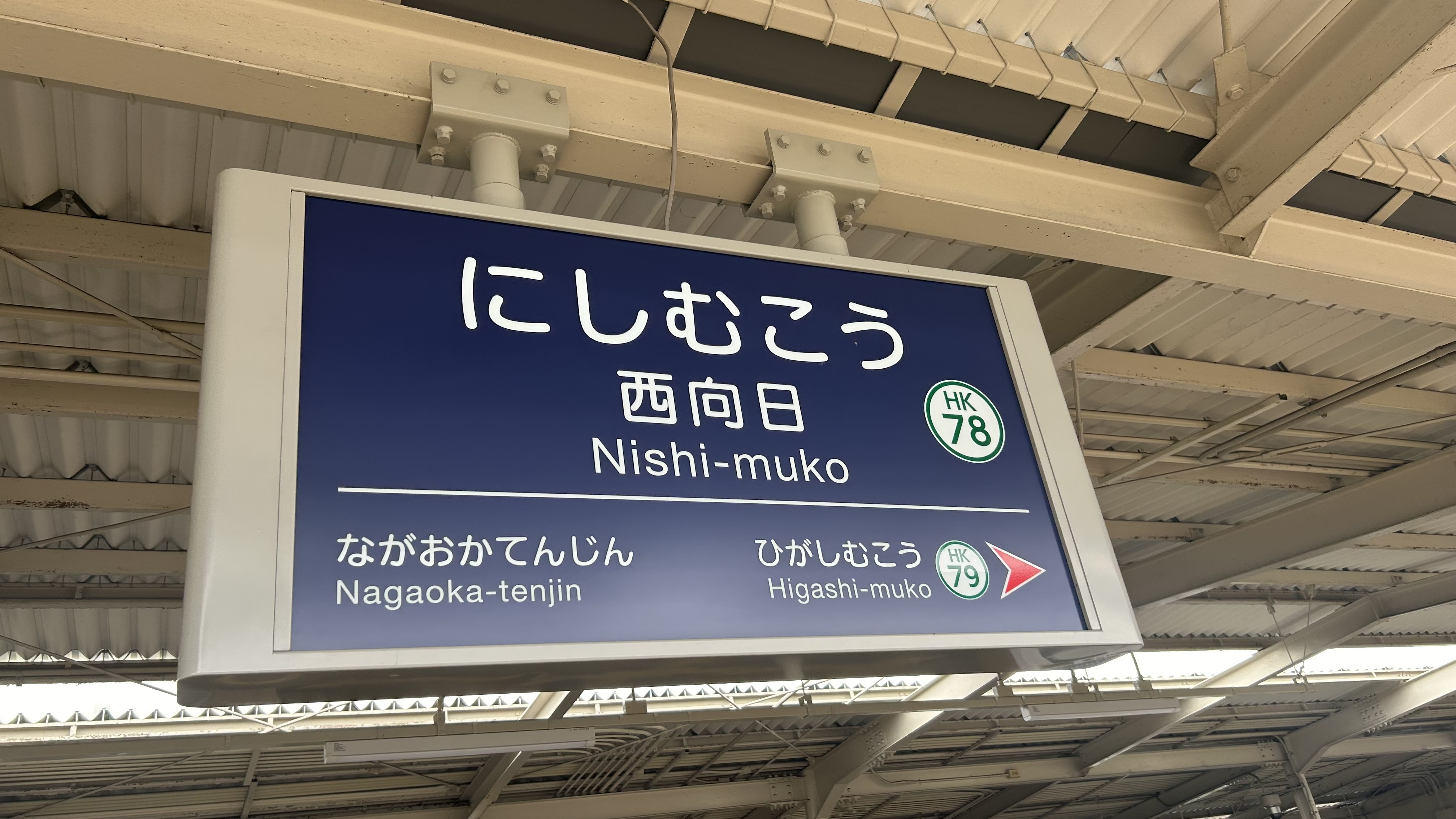
駅名標

## 利用状況
2023年（令和5年）の1日あたりの通年平均乗降人員は9,425人で、阪急電鉄全線では67位。

### 年次別利用状況
各年次の乗降人員の推移は下表の通り。
| 年次               | 乗降人員 | 順位 | 出典       |
| ------------------ | -------- | ---- | ---------- |
| 2017年（平成29年） | 10,229   | 67位 | [ 阪急 1 ] |
| 2018年（平成30年） | 10,151   | 67位 | [ 阪急 2 ] |
| 2019年（令和元年） | 10,315   | 68位 | [ 阪急 3 ] |
| 2020年（令和02年） | 8,081    | 67位 | [ 阪急 4 ] |
| 2021年（令和03年） | 8,163    | 68位 | [ 阪急 5 ] |
| 2022年（令和04年） | 8,838    | 68位 | [ 阪急 6 ] |
| 2023年（令和05年） | 9,425    | 67位 |            |

### 年度別利用状況
各年度の利用状況は下表の通り。
1996年度までは京都府統計書のデータ（単位：千人）を日数で除した数値を、1997年度以降は向日市・長岡京市統計書のデータを記載している。
向日市・長岡京市でそれぞれ数値が異なる年度については向日市のものを優先している。
| 年度               | 乗車人員 | 降車人員 | 乗降人員 | 出典          | 出典          | 出典            |
| 年度               | 乗車人員 | 降車人員 | 乗降人員 | 京都府        | 向日市        | 長岡京市        |
| ------------------ | -------- | -------- | -------- | ------------- | ------------- | --------------- |
| 1991年（平成03年） | 8,899    | -        | -        | [ 京都府 1 ]  | -             | -               |
| 1992年（平成04年） | 8,707    | -        | -        | [ 京都府 2 ]  | -             | -               |
| 1993年（平成05年） | 9,003    | -        | -        | [ 京都府 3 ]  | -             | -               |
| 1994年（平成06年） | 10,184   | -        | -        | [ 京都府 4 ]  | -             | -               |
| 1995年（平成07年） | 8,421    | -        | -        | [ 京都府 5 ]  | -             | -               |
| 1996年（平成08年） | 13,447   | -        | -        | [ 京都府 6 ]  | -             | -               |
| 1997年（平成09年） | 7,896    | 7,577    | 15,473   | [ 京都府 7 ]  | [ 向日市 1 ]  | -               |
| 1998年（平成10年） | 7,320    | 7,168    | 14,488   | [ 京都府 8 ]  | [ 向日市 1 ]  | -               |
| 1999年（平成11年） | 7,188    | 7,042    | 14,230   | [ 京都府 9 ]  | [ 向日市 1 ]  | -               |
| 2000年（平成12年） | 7,110    | 7,001    | 14,111   | [ 京都府 10 ] | [ 向日市 1 ]  | -               |
| 2001年（平成13年） | 6,924    | 6,859    | 13,783   | [ 京都府 11 ] | [ 向日市 1 ]  | -               |
| 2002年（平成14年） | 6,576    | 6,529    | 13,105   | [ 京都府 12 ] | [ 向日市 2 ]  | -               |
| 2003年（平成15年） | 6,518    | 6,473    | 12,991   | [ 京都府 13 ] | [ 向日市 3 ]  | -               |
| 2004年（平成16年） | 6,377    | 6,333    | 12,710   | [ 京都府 14 ] | [ 向日市 4 ]  | [ 長岡京市 1 ]  |
| 2005年（平成17年） | 6,594    | 6,510    | 13,104   | [ 京都府 15 ] | [ 向日市 5 ]  | [ 長岡京市 1 ]  |
| 2006年（平成18年） | 6,207    | 6,023    | 12,230   | [ 京都府 16 ] | [ 向日市 6 ]  | [ 長岡京市 1 ]  |
| 2007年（平成19年） | 6,264    | 6,089    | 12,353   | [ 京都府 17 ] | [ 向日市 7 ]  | [ 長岡京市 1 ]  |
| 2008年（平成20年） | 6,459    | 6,344    | 12,803   | [ 京都府 18 ] | [ 向日市 8 ]  | [ 長岡京市 1 ]  |
| 2009年（平成21年） | 6,048    | 5,924    | 11,972   | [ 京都府 19 ] | [ 向日市 9 ]  | [ 長岡京市 2 ]  |
| 2010年（平成22年） | 5,926    | 5,836    | 11,762   | [ 京都府 20 ] | [ 向日市 10 ] | [ 長岡京市 3 ]  |
| 2011年（平成23年） | 6,053    | 6,000    | 12,053   | [ 京都府 21 ] | [ 向日市 11 ] | [ 長岡京市 4 ]  |
| 2012年（平成24年） | 6,012    | 5,908    | 11,920   | [ 京都府 22 ] | [ 向日市 12 ] | [ 長岡京市 5 ]  |
| 2013年（平成25年） | 6,098    | 5,923    | 12,021   | [ 京都府 23 ] | [ 向日市 13 ] | [ 長岡京市 6 ]  |
| 2014年（平成26年） | 6,175    | 5,985    | 12,160   | [ 京都府 24 ] | [ 向日市 14 ] | [ 長岡京市 7 ]  |
| 2015年（平成27年） | 6,248    | 6,134    | 12,382   | [ 京都府 25 ] | [ 向日市 15 ] | [ 長岡京市 8 ]  |
| 2016年（平成28年） | 6,321    | 6,190    | 12,511   | [ 京都府 26 ] | [ 向日市 16 ] | [ 長岡京市 9 ]  |
| 2017年（平成29年） | 6,264    | 6,176    | 12,440   | [ 京都府 27 ] | [ 向日市 17 ] | [ 長岡京市 10 ] |
| 2018年（平成30年） | 6,289    | 6,257    | 12,546   | [ 京都府 28 ] | [ 向日市 18 ] | [ 長岡京市 11 ] |
| 2019年（令和元年） | 6,279    | 6,214    | 12,493   | [ 京都府 29 ] | [ 向日市 19 ] | [ 長岡京市 12 ] |
| 2020年（令和02年） | 4,801    | 4,747    | 9,548    | [ 京都府 30 ] | [ 向日市 20 ] | [ 長岡京市 13 ] |
| 2021年（令和03年） | 5,276    | 5,247    | 10,523   | [ 京都府 31 ] | [ 向日市 21 ] | [ 長岡京市 14 ] |
| 2022年（令和04年） | 5,687    | 5,689    | 11,376   | [ 京都府 32 ] | [ 向日市 22 ] | [ 長岡京市 15 ] |

## 駅周辺
- 京都府乙訓総合庁舎
- 長岡京大極殿跡
- 朝堂院公園
- 向日神社
- 向日市天文館
- 京都府向日町警察署
- 向日町郵便局
- 向日市立勝山中学校
- 向日市立向陽小学校
- 滝ノ町一丁目・二丁目（長岡京市）

### 西向日住宅地
当初の計画では、乙訓郡向日町（現・向日市）に設置する駅は1駅だけの予定だった。しかし、駅の設置場所について向日町の南部と北部で対立が起こったため、向日町は町内に2駅設置するよう新京阪鉄道と交渉し、南部の駅周辺を新京阪鉄道の経営地（住宅地）とすることを条件に、南部の駅として西向日町駅（現・西向日駅。当駅）、北部の駅として東向日町駅（現・東向日駅）の2駅設置が実現した。
噴水公園に特徴づけられる当初からの街区が現在も残されており、良好な住宅地の景観が維持されている。また、街路樹として新京阪鉄道によって植えられた約270本の桜並木も維持管理されている。

## その他
- 新京阪鉄道は、当駅から分岐して伏見・山科の免許を有し、親会社京阪電気鉄道が山科から大津市馬場に至るまでの特許を有していた。京阪では、さらにそこから名古屋までの名古屋急行電鉄の構想を持っており、1929年（昭和4年）には免許を取得した。だが世界恐慌の影響で京阪本体の経営が危うくなったことから、このような計画は実現不可能となり、1935年（昭和10年）に免許が失効した。当駅のホーム幅員が広いのは、その分岐線計画を考慮して設計されたからである[8]。
- 1978年（昭和53年）に、それまで上下のホームをつないでいた構内踏切に代えて地下道を建設する工事を行った際、当駅の地下から長岡京時代の遺構やそれ以前の時代の遺跡が発掘されている[1]。

## 隣の駅
阪急電鉄
■京都本線
■快速特急・■特急・■通勤特急・■準特急・■急行
通過
■準急・■普通
長岡天神駅 (HK-77) - 西向日駅 (HK-78) - 東向日駅 (HK-79)

### 記事本文